# Wisła Płock (handball)
Pour l’article homonyme, voir Wisła Płock.
Maillots
Actualités
Dernière mise à jour : 29 octobre 2024.
La section handball du club omnisports de Wisła Płock est un club de handball polonais fondé en 1964. À domicile, le club joue à la Orlen Arena, une enceinte ouverte en novembre 2010 grâce au financement du principal sponsor du club, le groupe pétro-chimique Orlen.
Vainqueur de sept Championnats et dix Coupes de Pologne, le club subit la domination du KS Kielce depuis son dernier titre en 2011 et accumule les places d'honneur.

## Histoire

### Les débuts
La section handball du Wisła Płock a été fondé en 1964 par H. Ludasa, T. Orłowskich, J. Orłowskich, J. Krajewskiego et E. Woronieckiego.
Le club joue son premier match face à l'équipe de Pruszkowie et s'incline 12 à 25. En 1973, le club est promu en II Liga (deuxième division). Deux ans plus tard, en 1975, le Wisła Płock se hisse une première fois dans l'élite du handball polonais mais est relégué au terme de la saison. Même schéma les saisons suivantes : promu en 1977, le club retrouve immédiatement la II Liga en 1978 où il évolue jusqu'en 1987 où il est promu pour la troisième fois en I. Liga.
Cinq ans après sa montée, le club remporte son premier titre, la Coupe de Pologne, remportée au cours d'une saison 1991/1992 qui verra aussi le club terminer pour la première fois à la deuxième place du championnat. C'est aussi en 1992 que le club change de nom et devient le Petrochemia Płock.
Lors de la saison 1994/1995, le Petrochemia Płock décroche son premier titre de champion de Pologne et réalise même le doublé grâce à une deuxième Coupe de Pologne remportée au détriment de l'Iskra Kielce.
Si le club doit attendre 2002 pour décrocher son deuxième titre de champion de Pologne après cinq deuxièmes places en six ans, le club est performant en Coupe de Pologne qu'il remporte en 1996, 1997, 1998, 1999 et 2001.
Il s'ensuit l'âge d'or du club avec quatre titres de champions en 2004, 2005, 2006 et 2008 ainsi que 3 coupes en 2005, 2007 et 2008 pour porter le total à 10 trophées. Si l'Orlen Wisła Płock inscrit son nom pour la septième fois sur le palmarès du championnat de Pologne en 2011, il subit ensuite la domination du KS Kielce sur la scène nationale. Płock accumule ainsi les deuxièmes places en championnat et les finales perdues en Coupe de Pologne.
Mais dans les années 2020, le club parvient à briser l'hégémonie du KS Kielce avec d'abord trois victoires en Coupe de Pologne en 2022, 2023 et 2024 puis son huitième titre de champion de Pologne en 2024 (en).

### En Europe
Le club participe aux compétitions européennes depuis le début des années 1990, où l'on peut noter quelques beaux parcours tels que lors de la saison 1993/1994 où Płock est éliminé lors des quarts de finale de la Coupe de l'EHF (C3) par les espagnols d'Alzira Avidesa sur un total de 48 à 52 (24-22 et 24-30). Le club atteint une nouvelle fois les quarts de finale d'une coupe d'Europe lors de la saison 1996/1997, il s'agit cette fois de la Coupe des coupes (C2), éliminé également par des espagnoles de l'Elgorriaga Bidasoa sur un total de 34 à 45 (21-21 et 14-23).
Si le club participe une première fois à la Ligue des champions, la plus prestigieuse des Coupes d'Europe, lors de la saison 1995-1996, c'est depuis 2011 que le club participe plus régulièrement à la compétition, atteignant les huitièmes de finale à de nombreuses reprises ainsi que les quarts de finale en 2023. Lors de la saison précédente, il termine troisième de la Ligue européenne (C3).

### Historique des noms
- 1964-1992 : Wisła Płock
- 1992-1999 : Petrochemia Płock
- 1999-2000 : Petro Płock
- 2000-2002 : Orlen Płock
- 2002-2010 : Wisła Płock
- Depuis 2010 : Orlen Wisła Płock

## Palmarès
| Compétitions nationales | Compétitions Internationales |
| - Championnat de Pologne - Vainqueur (8) : 1995, 2002, 2004, 2005, 2006, 2008, 2011, 2024 (en) - Deuxième (22) : 1992, 1993, 1996, 1997, 1999, 2000, 2001, 2003, 2007, 2009, 2012, 2013, 2014, 2015, 2016, 2017, 2018, 2019, 2020, 2021, 2022, 2023 - Coupe de Pologne - Vainqueur (13) : 1992, 1995, 1996, 1997, 1998, 1999, 2001, 2005, 2007, 2008, 2022, 2023, 2024 - Finaliste (11) : 2003, 2004, 2006 et 2011, 2012, 2013, 2014, 2015, 2016, 2017, 2019 | - Ligue des champions (C1) : - Quart de finale en 2023 - Coupe des coupes (C2) - Quart de finale en 1997 - Ligue européenne (C3) - Troisième en 2022 |

## Effectif
L'effectif pour la saison 2024-25 est :
| Gardiens de buts - 16 Viktor Gísli Hallgrímsson - 32 Mirko Alilović - 75 Marcel Jastrzębski Ailiers gauches - 11 Marcel Sroczyk - 26 Przemysław Krajewski - 34 Lovro Mihić Ailiers droits - 03 Michał Daszek - 77 Tim Cokan | Pivots - 17 Abel Serdio - 19 Leon Šušnja - 33 Dawid Dawydzik Arrières gauches - 21 Kiryl Samoila - 27 Peter Šiško - 30 Mirsad Terzić - 49 Zoltán Szita | Demi-centres - 08 Mitja Janc - 23 Miha Zarabec - 24 Gergő Fazekas - 89 Dimitri Jitnikov Arrières droits - 07 Tomáš Piroch - 18 Marko Panić Entraîneur - Xavi Sabaté (en) |

## Personnalités liées au club

### Entraîneurs
Les entraîneurs du club depuis 1989 sont :
- Marek Motyczyński : de 1989 à 1992
- Bogdan Zajączkowski : de 1992 à 2000
- Zenon Łakomy : de 2000 à 2002
- Edward Koziński : de 2002 à 2003
- Bogdan Kowalczyk : de 2003 à 2004
- Krzysztof Kisiel : de 2004 à 2006
- Bogdan Zajączkowski : de 2006 à 2008
- Bogdan Kowalczyk : de 2008 à 2009
- Flemming Oliver Jensen : de 2009 à 2009
- Thomas Sivertsson : de 2009 à 2010
- Lars Walther : de 2010 à 2013
- Manolo Cadenas : de 2013 à 2016
- Piotr Przybecki : de 2016 à 2018
- Krzysztof Kisiel : en 2018
- Xavi Sabaté (en) : depuis 2018

### Joueurs célèbres
Parmi les joueurs célèbres ayant évolué au club, on trouve :
- Rodrigo Corrales : de 2014 à 2017
- Michał Daszek : depuis 2014
- Gilberto Duarte : de 2016 à 2018
- Valentin Ghionea (en) : de 2012 à 2018
- Dimitri Jitnikov : de 2015 à 2017 et depuis 2021
- Mariusz Jurasik : de 2001 à 2003
- Rafał Kuptel : de 2003 à 2011
- Niko Mindegía : de 2019 à 2024
- Petar Nenadić : de 2012 à 2014
- Ivan Nikčević : de 2012 à 2016
- Tiago Rocha : de 2014 à 2017
- Marin Šego : de 2012 à 2014
- Kamil Syprzak : de 2009 à 2015
- Mirsad Terzić : de 2020 à
- José Toledo : de 2015 à 2019
- Marcin Wichary (en) : de 2004 à 2019
- Adam Wiśniewski : de 1999 à 2017

## Infrastructures
Le club évolue dans la toute nouvelle Orlen Arena ouverte depuis 2010 et payé intégralement par son sponsor. Elle a une capacité de 5 500 places.
Auparavant, le club évoluait dans la Hala Chemika.